# Scaevola hobdyi
Scaevola hobdyi är en tvåhjärtbladig växtart som beskrevs av Warren Lambert Wagner. Scaevola hobdyi ingår i släktet Scaevola och familjen Goodeniaceae. Inga underarter finns listade i Catalogue of Life.